# Sui generis (álbum)
Sui Generis es el título del décimo álbum de estudio grabado por la cantante mexicana Yuri; Fue lanzado al mercado el 24 de septiembre de 1989. Este disco fue producido por Loris Ceroni y coproducido por Gian Pietro Felisatti para Discos CBS International, sello perteneciente al conglomerado de Sony Music. Este disco no tiene el éxito de los anteriores debido a los problemas personales que tuvo la cantante en su matrimonio y en su vida personal, por lo tanto, la promoción no fue la esperada reflejándose en las ventas.

## Antecedentes
Promocionando el álbum anterior, Isla del Sol (1988), coloca cuatro temas éxito dentro del top 5 del país y de América Latina, aprovechando esto y según el acuerdo firmado con Sony para una mayor internacionalización de su carrera, Yuri comienza a grabar un dueto, en inglés, con el actor y cantante Don Johnson de la famosa serie de acción Miami Vice (1984-1990), desafortunadamente, la canción no obtiene la promoción y el éxito esperado en el mercado americano.
A mediados de 1989 Yuri comienza la grabación del álbum "Sui Generis", segundo álbum para su compañía disquera; pero para ese entonces comienzan los rumores de la finalización de su matrimonio con Fernando Iriarte. Ellos anuncian su separación a inicios de 1990.
Cabe mencionar Aprovechándose el gran éxito de Yuri ese mismo año su antigua disquera EMI Capitol lanza al mercado el disco Algo de mi Vida, que incluía temas ya grabados por Yuri, pero que no fueron editados en su mayoría en México y ya habían sido incluidos en su mayoría en ediciones de sus anteriores discos en otros Países pero que en México eran apenas nuevos y también temas nunca editados en ningún álbum. Entre los temas incluidos se encuentran "Siempre hay un mañana", "Frente a frente", "No sucederá más", "Si, soy así", "Adiós Manhatan", "Casette de amor" y "Maquillaje". EMI Capitol usa como estrategia de venta el incluir el polémico y exitoso sencillo "Amores Clandestinos" aprovechándose que aún sonaba en radio.

## Realización y promoción
Debido al éxito de los sencillos "Qué te pasa?" y "Hombres al borde de un ataque de celos", ambos de corte tropical-pop, Yuri continúa con esta tendencia y para la realización de este disco, toma algunas canciones de la autora Consuelo Arango de corte rítmico tropical como "Mi vecina", "Embrujada" y "Fiesta del interior", aunque no deja de lado la balada romántica como "Me tienes que querer", "Es inútil" y "Fascinación".
La promoción de este disco se vio afectada por su divorcio y el cambio de representante de la cantante (que en ese entonces era Fernando Iriarte) y sus problemas personales debido a la separación.

## Recepción
Sin embargo en algunas emisoras de radio se coloca también "Tienes el control de mi corazón" y "Por buen camino" a petición del público.

## Lista de canciones
| Pista | Título                                  | Autor(es)                                          | Duración |
| ----- | --------------------------------------- | -------------------------------------------------- | -------- |
| 01    | Embrujada (estoy)                       | C. Arango                                          | 3:08     |
| 02    | Es inútil ya                            | Omar · R. Von Horsten                              | 3:28     |
| 03    | Déjame amarte más                       | M. Cayre, C. Arango                                | 3:09     |
| 04    | Fascinación                             | M. Manning · D. Marcheti Adapt: al español: J. Pal | 3:23     |
| 05    | Fiesta del Interior (Festa do interior) | M. Moreira · A. Silva · I. Ballesteros             | 3:28     |
| 06    | Me tienes que querer                    | J. R. Florez                                       | 3:43     |
| 07    | Tienes el control de mi corazón         | C. Arango · M. Blasco · J.R. Flores                | 3:48     |
| 08    | Amigos                                  | Difelisatti · J.R. FLores                          | 4:23     |
| 09    | Mi vecina                               | C. Arango                                          | 3:56     |
| 10    | Por buen camino                         | M. Cayre · C. Arango                               | 5:04     |
| 11    | Fiebre                                  | J. R. Flores · M. Blasco · C. Valle                | 3:44     |